# Silnyje dukhom
Silnyje dukhom (russisk: Сильные духом, da.: Stærk i troen) er en sovjetisk spillefilm fra 1967 produceret af Sverdlovsk Film Studio og instrueret af Viktor Georgijev. Filmen er i to dele. 
Filmen handler om den sovjetiske efterretningsofficer Nikolaj Kusnetsov og denes bedrifter under 2. verdenskrig. Filmen var Viktor Georgijevs debut som spillefilminstruktr og blev en stor succes blandt anmeldere og publikum. Filmens første del solgte 55,2 millioner billetter og anden del solgte 54,6 mio. biletter, og filmen er således blandt de 30 mest sælgende film i Sovjetunionens historie.

## Medvirkende
- Gunārs Cilinskis som Nikolaj Kuznetsov / Paul Zibert
- Ivan Pereverzev som Dmitrij Medvedev
- Jevgenij Vesnik som Vorontjuk
- Ljusjena Ovtjinnikova som Galja
- Jurij Solomin som Gettel